# Asphodeline prismatocarpa
Asphodeline prismatocarpa là một loài thực vật có hoa trong họ Thích diệp thụ. Loài này được J.Gay ex Boiss. miêu tả khoa học đầu tiên năm 1882.